# Regno di Croazia e Slavonia

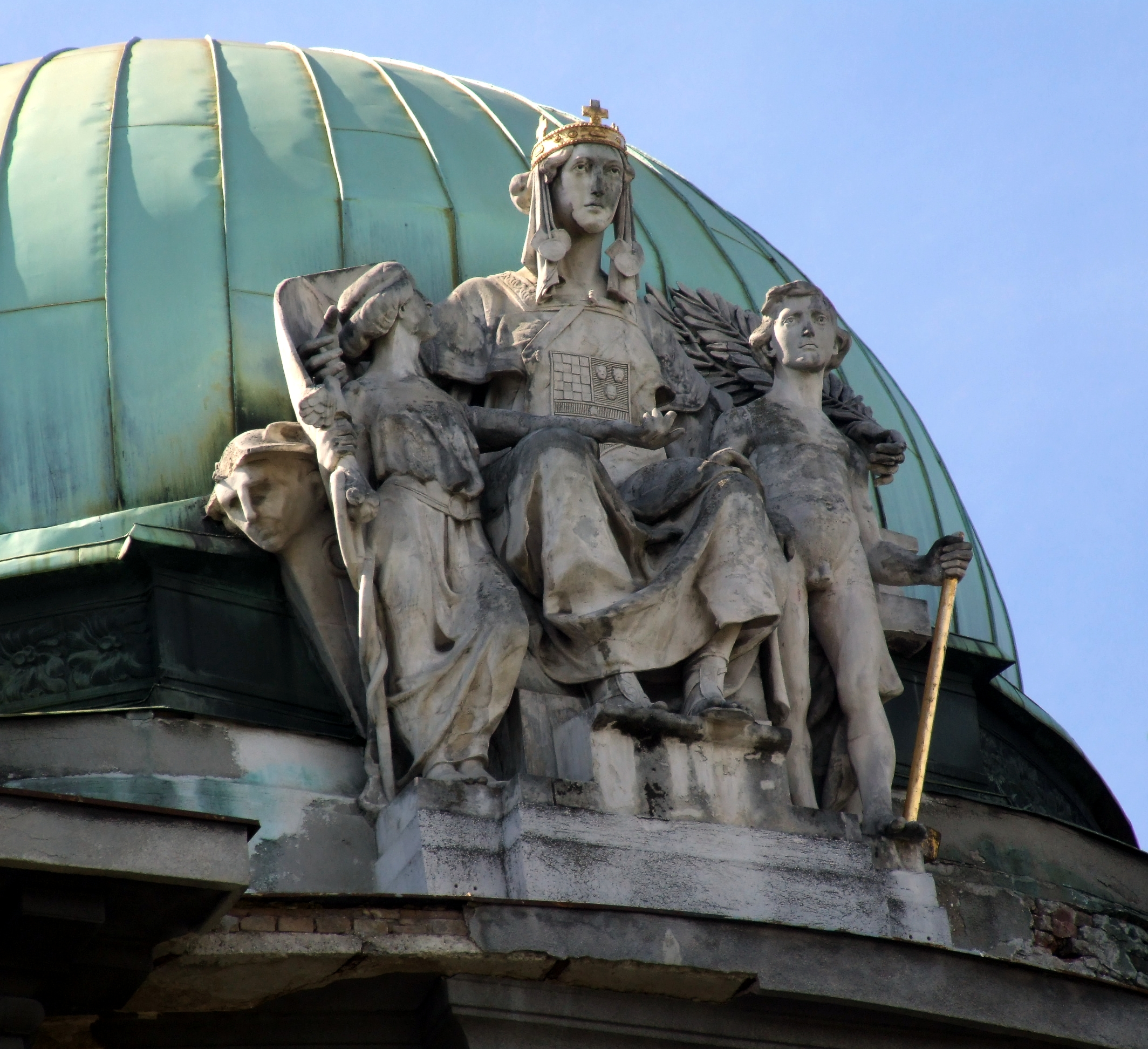
Scultura raffigurante il Regno di Croazia - Slavonia (Archivio di Stato a Zagabria)

Il Regno di Croazia e Slavonia (in breve Croazia-Slavonia; in croato Kraljevina Hrvatska i Slavonija; in ungherese Horvát-Szlavónország) fu un possedimento nominalmente autonomo all'interno dell'Impero austro-ungarico; apparteneva ai territori delle Terre della Corona di Santo Stefano detta anche Transleitania (ossia l'Ungheria in senso stretto con la Transilvania e la Croazia-Slavonia). Comprendeva buona parte dell'attuale Croazia nonché una piccola parte della Voivodina.
Il Regno di Croazia e Slavonia fu creato nel 1868 per effetto del Compromesso croato-ungherese (Ausgleich croato-ungherese o Nagodba) e della fusione degli antichi regni di Croazia e Slavonia. Esistette fino al 1918, quando fu formato lo Stato degli Sloveni, Croati e Serbi, stesso anno completamente assorbito dal nuovo Regno dei Serbi, Croati e Sloveni, poi divenuto il Regno di Jugoslavia. La superficie del regno - che aveva come capitale Zagabria - era di 42 516 km², composti dalla Croazia (13 639 km²), Slavonia (9 638 km²) e dalla disciolta Frontiera Militare (19 238 km²).

## Geografia

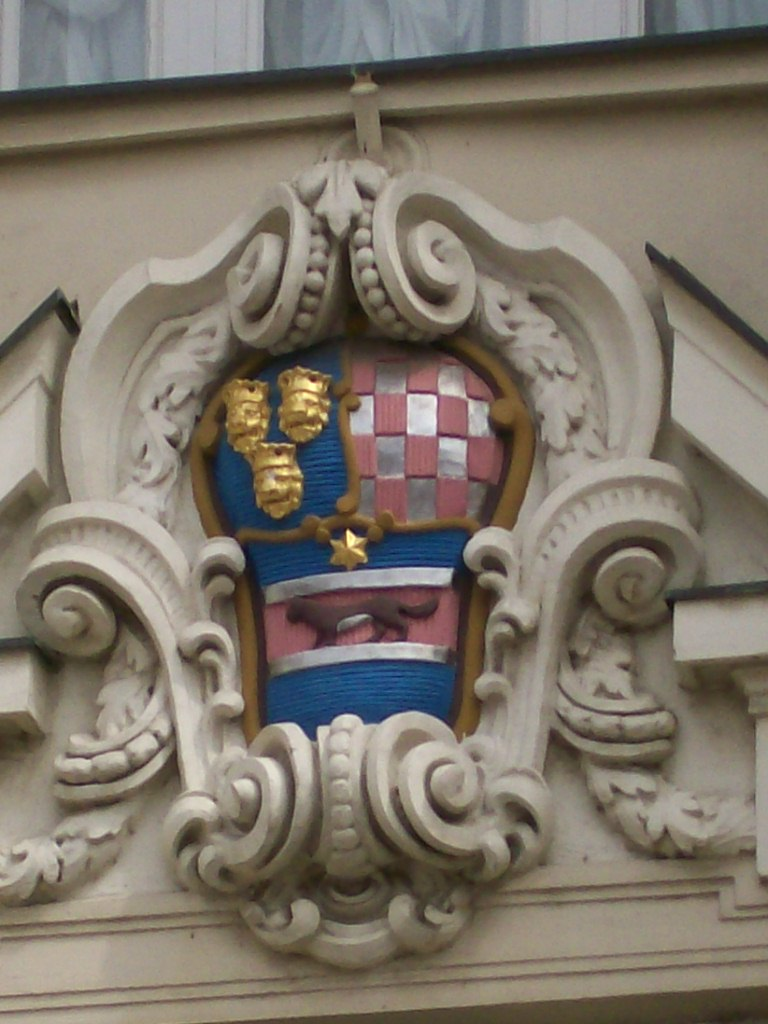
Stemma del regno di Croazia e Slavonia, composto dall'unione degli stemmi di Dalmazia, Croazia e Slavonia (Dalmazia, non facente parte del regno, sebbene fosse rivendicata dai croati e nome completo del regno fu il Regno di Dalmazia, Croazia e Slavonia)

I comitati del Regno di Croazia e Slavonia

La Croazia-Slavonia corrisponde quasi perfettamente con l'estensione delle omonime regioni geografiche: la Croazia in senso stretto (ossia la regione intorno a Zagabria) e la Slavonia, che è l'ampia regione che si stende fra i due fiumi Drava e Sava. Il Regno di Croazia e Slavonia confinava a nord e ad est con il Regno d'Ungheria, a sud con il Regno di Dalmazia austriaco, la Bosnia e la Serbia, e ad ovest con i Kronländer (territori della Corona nella Cisleitania) austriaci della Carniola (Ducato di Carniola) e del Litorale Adriatico (Margraviato d'Istria, Contea di Gorizia e Gradisca e Città imperiale di Trieste).
Il regno era dotato di uno sbocco sul Mar Adriatico in prossimità del canale della Morlacca e comprendeva le città portuali di Buccari, Porto Re, Cirquenizza, Novi del Vinodol, Segna e Carlopago. Viceversa, non ne facevano parte la città di Fiume, le isole del Quarnero e della Dalmazia settentrionale.
La Frontiera Militare rimase sotto amministrazione separata sino al 1882, quando venne poi abolita e incorporata nel Regno di Croazia e Slavonia.

## Ordinamento
In seguito al Compromesso austro-ungherese del 1867 e il Compromesso croato-ungherese del 1868 (Articolo I della legge del 1868 approvata dalla Dieta croato-slavona e Articolo XXX della legge del 1868 approvata dal Parlamento ungherese) che funzionavano come "leggi fondamentali della comunità statale" nel periodo dal 1868 al 1918, il Regno di Croazia e Slavonia godette di autonomia dal punto di vista dell'amministrazione interna, della giustizia, dell'istruzione e delle questioni religiose. Rimasero invece di competenza del Regno d'Ungheria (Transleitania che dopo 1867 comprendeva i territori d'Ungheria in senso stretto con Gran Principato di Transilvania e del Regno di Croazia e Slavonia) la difesa, l'economia (incluso il diritto di conio), l'ambito bancario e delle comunicazioni, il diritto marittimo e commerciale e le questioni relative alla cittadinanza. Il 55% di tutte le tasse incamerate dalla Croazia sarebbero passate a Budapest e l'Ungheria avrebbe inoltre acquisito l'autorità sul porto di Fiume (come corpus separatum).

### Potere legislativo
La Dieta croato-slavona (il Sabor) era composta da 88 deputati eletti con mandato triennale (quinquennale dopo il 1887) e da 44 membri di diritto (ex officio): l'arcivescovo di Zagabria, i vescovi diocesani della Chiesa romano-cattolica e greco-cattolica (il vescovo di Sirmio, il vescovo di Segna e Modruš, l'eparca greco-cattolico di Križevci), membri da altre cariche storico-ecclesiastiche (come il priore di Vrana titolare), il metropolita greco (serbo)-ortodosso di Sremski Karlovci (il patriarca serbo), gli eparchi della Chiesa greco (serbo)-ortodossa nella Croazia e Slavonia; i supremi capitani dei comitati (croato: veliki župani); i principi, conti ed i baroni croati-slavoni maschi con più di 24 anni (la nobiltà alta croato-slavona o magnati - grandi baroni del regno). La Dieta ebbe potestà legislativa sulle questioni autonome croato-slavone secondo le norme del Compromesso Croato-Ungherese del 1868. I disegni di legge, approvati dalla Dieta, diventarono leggi dopo la regia sanzione.
Il Regno di Croazia e Slavonia si tenne le elezioni indipendenti per la Dieta croato-slavona nel 1865, 1867, 1871, 1872, 1878, 1881, 1883, 1884, 1887, 1892, 1897, 1901, 1906, 1908, 1910, 1911, 1913. I principali partiti politici furono il Partito Popolare (o Partito Popolare Liberale, 1861–1906), il Partito Croato-Ungherese (detto anche Partito Popolare Costituzionale o Partito Unionista, 1861–1873), il Partito Popolare Indipendente (1880–1903), il Partito dei Diritti (1861–1903), il Partito Croato dei Diritti (dal 1903), il Partito Puro dei Diritti (dal 1895), il Partito dei Diritti di Starčević (dal 1908), il Partito Popolare Rurale Croato (dal 1904), il Partito Indipendente Serbo (dal 1881), la Coalizione Croato-Serba (1905–1918) ecc.
La Croazia-Slavonia inviava alla Camera dei Magnati del
Parlamento di Budapest tre deputati della propria Dieta, nonché 40 deputati nominati da quest'ultima alla Camera dei deputati, che avevano anche il diritto di servirsi della lingua croata nel corso delle discussioni parlamentari.

### Potere esecutivo
Il bano, nominato dal re ed imperatore (come re di Croazia, Slavonia e Dalmazia) su proposta e con controfirma di primo ministro ungherese, fu luogotenente e viceré del Regno e capo (primo ministro) del autonomo Regio Governo croato-slavono (croato: Kraljevska hrvatsko-slavonsko-dalmatinska zemaljska vlada) Il Governo aveva tre (dopo 1914 - quattro) dicasteri:
- Dipartimento degli Affari Interni
- Dipartimento della Giustizia
- Dipartimento degli Affari Ecclesiastici e dell'Istruzione
- Dipartimento dell'Economia Nazionale (fondato nel 1914)

Il bano fu responsabile verso la Dieta croato-slavona.
Un ministro senza portafoglio nel Consiglio dei ministri (il Governo) del Regno d'Ungheria, il Ministro per la Croazia-Slavonia-Dalmazia, svolgeva infine il compito di intermediazione tra il Regno di Croazia e Slavonia e la Corona.

### Potere giudiziario
Il supremo organo giurisdizionale (corte suprema di cassazione) del Regno fu la Tavola di sette (latino: Tabula septemviralis, croato: Stol sedmorice) a Zagabria. La Tavola banale a Zagabria (latino: Tabula Banalis, croato: Banski stol) fu corte d'appello.
Le corte di primo grado furono le tavole giudiziarie (le azioni penali per i delitti e le azioni civili maggiori) e i tribunali distrettuali monocratici (le azioni penali per i contravvenzioni e le azioni civili minori). Secondo le norme stabilite dalla Codice della procedura penale croata del 1875, la Tavola giudiziaria di Zagabria fu inoltre un tribunale con la giuria per i delitti concernenti la stampa. I tribunali locali avevano funzioni analoghe a quelle dei giudici di pace.

## Suddivisione amministrativa
Dal 1886 al 1918 il Regno di Croazia e Slavonia fu suddiviso nei seguenti otto comitati o contee (croato: županija, pl. županije):
1. Licca-Corbavia, con il capoluogo Gospić (e le città di Carlopago e Segna);
2. Modrus-Fiume, con il capoluogo Ogulin (e la città di Buccari);
3. Zagabria, con la capitale Zagabria (e le città di Sisak, Karlovac, Petrinja e Kostajnica);
4. Varasdino, con il capoluogo Varaždin (e la città di Koprivnica);
5. Bjelovar-Križevci, con il capoluogo Bjelovar (e la città di Križevci);
6. Požega, con il capoluogo Požega (e le città di Pakrac e Nova Gradiška);
7. Virovitica, con il capoluogo Osijek (e la città di Slavonski Brod);
8. Sirmia, con il capoluogo Vukovar (e le città di Mitrovica e Sremski Karlovci, così come la fortezza di Petrovaradin).

Ogni contea ebbe un'assemblea (con membri eletti e membri di diritto: gli alti censiti e gli ufficiali della contea), un comitato amministrativo eletto dall'assemblea, e gli ufficiali nominati dal bano. Il supremo capitano (veliki župan), di nomina reale, fu capo della contea. I comitati (le contee) erano a loro volta suddivisi in distretti (circondari, in croato kotari) e quelli in comuni (municipi) e città (in croato općine e gradovi).